# Serviço Nacional de Segurança do Estado

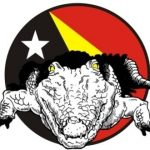
Serviço Nacional de Segurança do Estado

Der Serviço Nacional de Segurança do Estado (SNSE) war der erste Nachrichtendienst des 2002 unabhängig gewordenen Osttimors. Chef war Ricardo Ribeiro.

## Geschichte
Der SNSE wurde im September 2002 mit Hilfe der Geheimdienste Australiens und Portugals gegründet.
Der kanadische Diplomat Scott Gilmore, der während der Übergangsverwaltung der Vereinten Nationen für Osttimor für den Aufbau eines nationalen Geheimdienstes zuständig war, kritisierte 2015 mit Blick auf die mögliche Ausweitung der Kompetenzen des kanadischen Nachrichtendienstes, in der ersten Amtszeit von Premierminister Marí Alkatiri (2002–2006) sei der Dienst zu einem „privaten Spionagenetz des Premierministers“ verkommen. Die Elemente der Überwachung waren verschwunden und es gab kein Komitee des Parlaments, das das wachsende Budget des Geheimdienstes kontrollierte. Nach den Unruhen in Osttimor 2006 und dem daraus folgenden Rücktritt Alkatiris wurde dieser Geheimdienst aufgelöst. Nachfolger wurde 2009 der Serviço Nacional de Inteligência (SNI).